# 1964-es norvég labdarúgó-bajnokság (első osztály)
Az 1964-es 1. divisjon volt a 20. alkalommal megrendezett, legmagasabb szintű labdarúgó-bajnokság Norvégiában.
A címvédő a Brann volt. A szezont a Lyn csapata nyerte, a bajnokság történetében először.

## Tabella
| Hely. | Csapat         | M  | Gy | D | V  | G+ | G– | Gk  | P  | Továbbjutás vagy kiesés                                                   |
| ----- | -------------- | -- | -- | - | -- | -- | -- | --- | -- | ------------------------------------------------------------------------- |
| 1.    | Lyn (B)        | 18 | 10 | 6 | 2  | 39 | 16 | +23 | 26 | Kvalifikált az 1964–65-ös és az 1965–66-os Bajnokcsapatok Európa-kupájába |
| 2.    | Fredrikstad    | 18 | 9  | 6 | 3  | 40 | 21 | +19 | 24 |                                                                           |
| 3.    | Sarpsborg      | 18 | 10 | 3 | 5  | 30 | 15 | +15 | 23 |                                                                           |
| 4.    | Frigg          | 18 | 6  | 8 | 4  | 28 | 29 | −1  | 20 |                                                                           |
| 5.    | Skeid          | 18 | 5  | 7 | 6  | 24 | 22 | +2  | 17 |                                                                           |
| 6.    | Vålerengen     | 18 | 6  | 5 | 7  | 18 | 21 | −3  | 17 | Kvalifikált a Vásárvárosok kupájába                                       |
| 7.    | Sandefjord (F) | 18 | 6  | 5 | 7  | 17 | 23 | −6  | 17 |                                                                           |
| 8.    | Viking         | 18 | 5  | 4 | 9  | 22 | 37 | −15 | 14 |                                                                           |
| 9.    | Brann (K)      | 18 | 3  | 6 | 9  | 17 | 32 | −15 | 12 | Kiesett a 2. divisjonbe                                                   |
| 10.   | Raufoss (F, K) | 18 | 3  | 4 | 11 | 22 | 40 | −18 | 10 | Kiesett a 2. divisjonbe                                                   |

## Meccstáblázat
| Hazai \ Vendég | SKB | FFK | FRI | LYN | RAU | SBK | SFK | SKD | VIK | VIF |
| -------------- | --- | --- | --- | --- | --- | --- | --- | --- | --- | --- |
| Brann          | —   | 0–2 | 3–3 | 0–7 | 0–1 | 3–1 | 2–0 | 2–2 | 5–0 | 1–1 |
| Fredrikstad    | 4–0 | —   | 2–2 | 0–2 | 9–1 | 2–1 | 2–1 | 1–1 | 4–2 | 0–1 |
| Frigg          | 0–0 | 1–1 | —   | 0–6 | 2–1 | 0–2 | 2–0 | 2–1 | 4–3 | 3–1 |
| Lyn            | 4–1 | 1–2 | 2–2 | —   | 2–1 | 1–1 | 1–0 | 3–2 | 2–1 | 2–3 |
| Raufoss        | 0–0 | 4–4 | 0–3 | 0–2 | —   | 3–0 | 1–4 | 1–3 | 0–0 | 1–2 |
| Sandefjord     | 1–0 | 0–0 | 1–1 | 1–1 | 3–1 | —   | 1–2 | 1–0 | 1–3 | 2–0 |
| Sarpsborg      | 1–0 | 3–1 | 1–0 | 0–0 | 3–2 | 4–0 | —   | 1–0 | 4–1 | 0–0 |
| Skeid          | 4–0 | 1–1 | 1–1 | 0–1 | 1–4 | 0–0 | 0–0 | —   | 3–1 | 3–2 |
| Viking         | 1–0 | 0–2 | 1–1 | 2–2 | 1–0 | 2–0 | 1–6 | 1–1 | —   | 1–0 |
| Vålerengen     | 0–0 | 0–3 | 3–1 | 0–0 | 1–1 | 0–1 | 2–0 | 0–1 | 2–1 | —   |

## Statisztikák

### Gólkirály
- Ole Stavrum (Lyn) – 18 gól